# Aeroporto de Campos Sales
O Aeroporto de Campos Sales ( ICAO: SNCS) está localizado no município de Campos Sales, no estado do Ceará.
Suas coordenadas são as seguintes: 07°02'58.00"S de latitude e 40°21'51.00"W de longitude. Possui uma pista de 1200m de asfalto.